# Piirissaare
Piirissaare (Estisch: Piirissaare vald) was een gemeente in de Estische provincie Tartumaa, die bestond uit het eiland Piirissaar in het Peipusmeer. De gemeente telde 99 inwoners op 1 januari 2017. In 2011 waren dat er 53. Met haar 8,32 km² was ze de kleinste gemeente van Estland.
De gemeente werd in oktober 2017 bij de gemeente Tartu vald gevoegd, die overigens verder niet aan het Peipusmeer grenst.
Op het eiland liggen drie dorpjes: Piiri, Saare en Tooni. Het bestuur zetelde in Tooni.

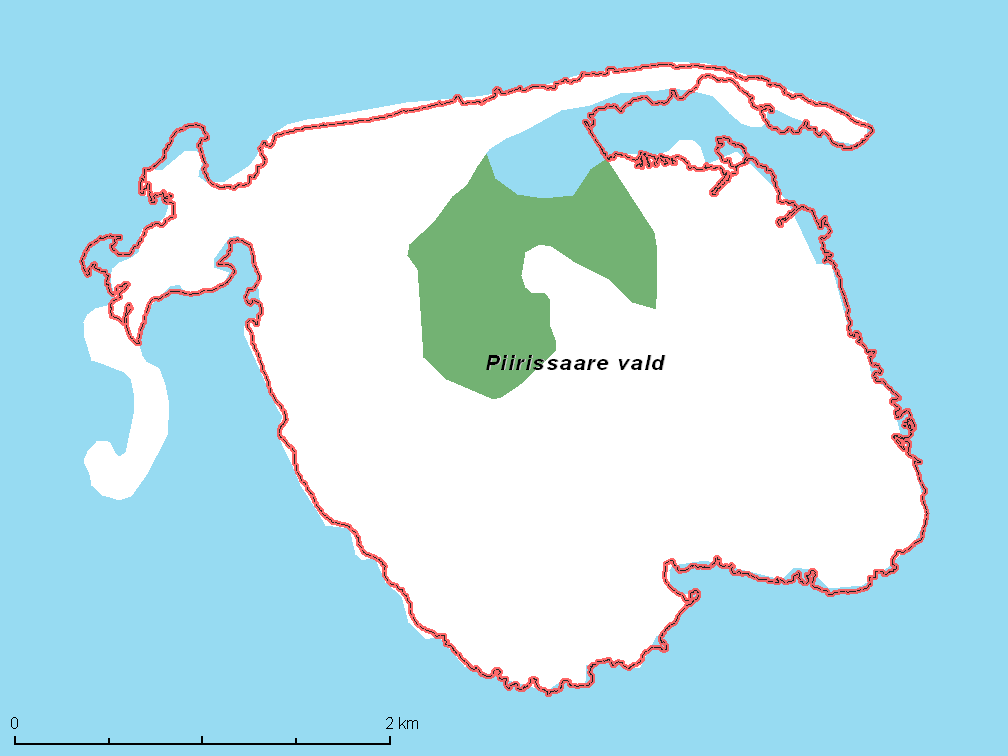
Kaart van het eiland